# Friedrich Höse

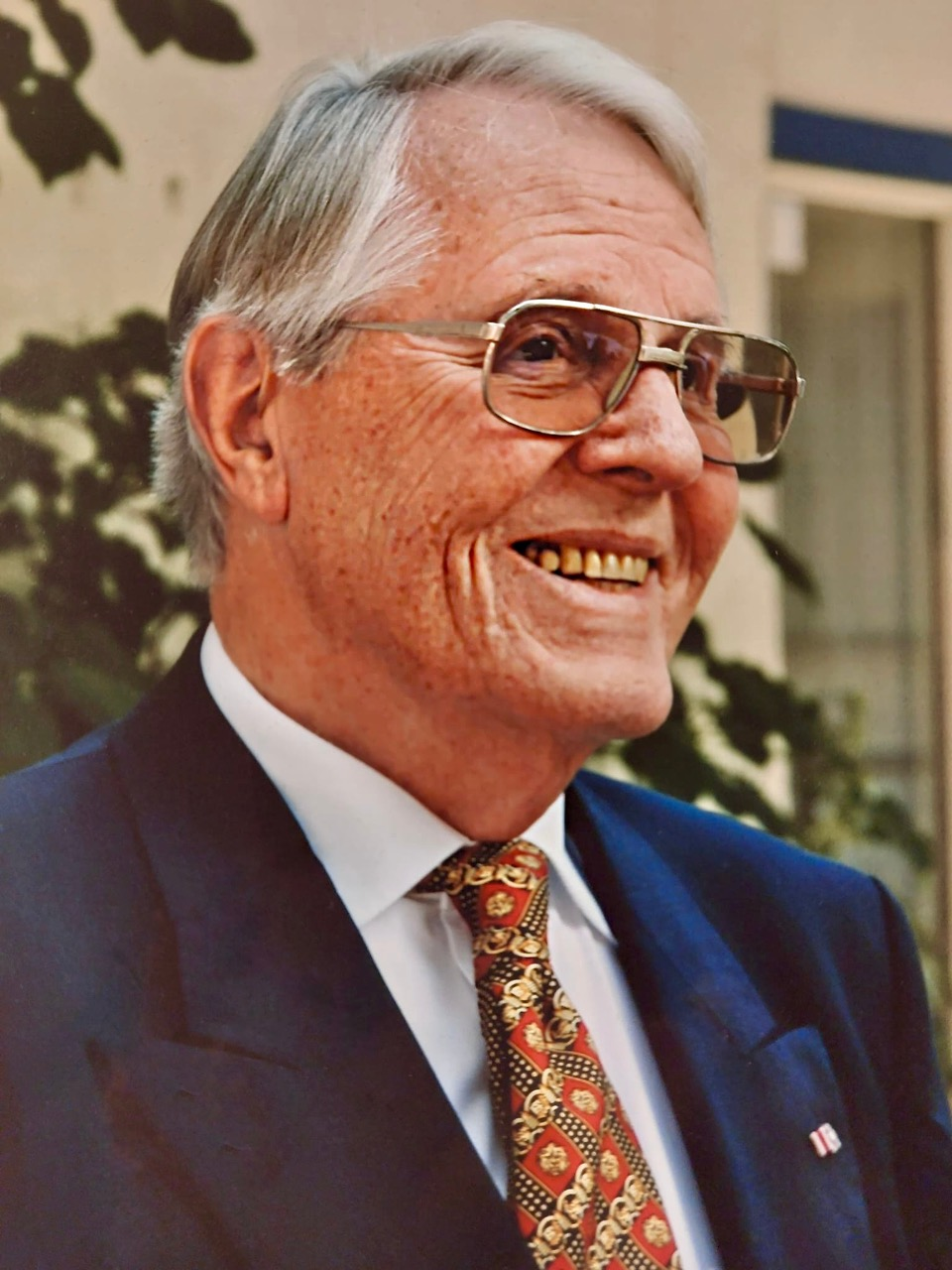
Friedrich Höse (1991)

Friedrich Höse (* 25. Januar 1927 in Braunschweig; † 5. Oktober 2023 in Oldenburg) war ein deutscher Jurist.

## Leben und Beruf
Höse wuchs in Braunschweig auf und begann 1946 ein Studium der Rechts-/Staatswissenschaften an der Universität Göttingen, das er erfolgreich beendete. Ab Oktober 1950 war er Referendar im Oberlandesgerichtsbezirk Braunschweig. Die Übernahme in den Niedersächsischen Landesdienst als Assessor erfolgte 1954, ab Januar 1955 war er Gerichtsassessor. Zum Staatsanwalt bei der Staatsanwaltschaft Braunschweig wurde er 1959 berufen. Ab Frühjahr 1960 wirkte Höse dann als Staatsanwalt bei der Generalstaatsanwaltschaft Braunschweig. Nach dem Mauerbau wurden ihm im November 1961 Aufbau und Leitung der Zentralen Erfassungsstelle der Landesjustizverwaltungen in Salzgitter-Bad übertragen. 1968 bis 1971 war Höse Referent für Strafprozessrecht und Pressesprecher im Niedersächsischen Justizministerium in Hannover. Erster Oberstaatsanwalt bzw. Leitender Oberstaatsanwalt bei der Staatsanwaltschaft Verden (Aller) war Höse anschließend und wirkte dann bis 1986 als Generalstaatsanwalt in Oldenburg (Oldenburg). Als Staatssekretär zunächst im Niedersächsischen Innenministerium, später im Niedersächsischen Justizministerium war Höse bis Juni 1990 in Hannover tätig. Anschließend trat er in den einstweiligen Ruhestand.
Zwischen 1976 und 1986 war Höse Vorstandsvorsitzender der Evangelischen Krankenhausstiftung Oldenburg, anschließend wirkte er dort noch zwei Jahre als Vorsitzender des Aufsichtsrates. Seit 1977 war er daneben noch Mitglied des Beirats des DRK-Landesverbandes Oldenburg und von 1991 bis 1997 Präsident des DRK-Landesverbandes Oldenburg. In dieser Eigenschaft vertrat er auch den DRK-Landesverband Oldenburg im Vorstand der Oldenburgischen Schwesternschaft vom Roten Kreuz.
Friedrich Höse war mit Dorothee (Dorli) Brüggemann verheiratet, gemeinsam hatten sie vier Kinder (zwei Jungen und zwei Mädchen).

## Ehrungen
- Träger des Niedersächsischen Verdienstkreuzes am Bande